# 巴戈阿斯
巴戈阿斯（古波斯楔形文字：𐎲𐎦𐎡 [Bagoi] 错误：{{Transl}}：无法识别语言／字母代码 古波斯语（帮助），？—前336年），波斯阿契美尼德王朝的知名宦官、维齐尔（宰相），可能是埃及人。他幫助亞他薛西斯三世剷除宗室，掌管朝政，成為维齐尔。西元前338年，他更毒殺亞他薛西斯三世，扶植其子亞他薛西斯四世繼續掌握權力。因阿爾塞斯不服，巴戈阿斯仍重施故技，將其殺害，轉而擁立大流士三世，大流士三世即位後，立即將他賜死。

## 传记
巴戈阿斯在成为维齐尔之前是一名宦官。在这一职位上，他和罗德岛的佣兵将领门托耳结盟，在他的帮助下，再一次使埃及成为了波斯帝国的一个行省（大概是前342年）。门托耳成为了沿海省份的将军，镇压了埃及叛乱并把希腊佣兵带给国王, 与此同时，巴戈阿斯管理着波斯总督们（satrap），在阿达薛西斯三世的统治末期，他权倾朝野，成为了波斯帝国真正的主人(Diod. xvi. 50; cf. Didymus, Comm. in Demosth. Phil. vi. 5)
亞他薛西斯四世是亞他薛西斯三世和阿托莎的幼子，不具备继承波斯王位的可能。前338年，当巴戈阿斯失去了亞他薛西斯三世的恩宠，他谋杀了波斯王及其几乎所有的家人之后，亞他薛西斯四世出人意料的登基称王。巴戈阿斯为了保住权力，扶持了他认为易于控制的阿尔塞斯。在他执政的两年里，阿尔塞斯只是一个傀儡，巴戈阿斯在幕后操纵一切。最终，出于对巴戈阿斯的不满或者受到宫廷贵族的教唆，他们认为巴戈阿斯是如此无礼，阿尔塞斯开始策划除掉巴戈阿斯。然而，巴戈阿斯为了保住自己的权力，再一次先下手为强，杀害了亞他薛西斯四世。巴戈阿斯又扶持了一个阿尔塞斯的堂兄弟，即大流士三世，作为新的波斯王。
当大流士三世试图摆脱巴戈阿斯支配的时候，巴戈阿斯又想毒死他，但是大流士事先得知，并用武力脅迫巴戈阿斯自鴆(Diod. xvii. 5; Johann. Antioch, p. 38, 39 ed. Müller; Arrian ii. 14. 5; Curt. vi. 4. 10).
之后的一则故事称，巴戈阿斯是一个埃及人，他杀死了亞他薛西斯三世，起因是波斯王杀死了神圣的阿匹斯(Aelian, Var. Hist. vi. 8), 这个缺乏历史依据。
巴戈阿斯的家在苏萨，有着巨额财产，被亚历山大大帝赠送给了帕曼纽；在巴比伦的花园，有最上乘品种的棕榈(palms)，这些是通过泰奥弗拉斯托斯知道的。 (Hist. Plant, ii. 6; Plin. Nat. Hist. xiii. 41).
普鲁塔克提到，在一份亚历山大大帝给大流士的信中，愤怒的声称巴戈阿斯是谋害其父亲腓力二世的凶手之一。
在象岛草纸中提到巴戈阿斯是耶胡德长官(governor of Yehud)，并且是解决象岛犹太神庙的权威。巴戈阿斯，随同德莱哈（Delaiah）——撒玛利亚长官, 对此作出答复, 正如备忘录所记:  "牢记巴国海（Bagohi）和德莱哈（Delaiah）告诉我的，他们说，记住:在耶博的城堡里，你可以在阿萨米斯之前谈论天堂之主的祭祀神殿 ... 在这个地方重建它就像它以前一样..."
巴戈阿斯一个古代小说Aethiopica中的角色, 作者赫利奥多罗斯（Heliodorus）。在小说中, 他被描述成一个波斯帝国孟菲斯总督的可靠宦官。在一系列事件后, 他被埃塞俄比亚国王俘获并成为埃塞俄比亚宫廷中的一个仆人。